# Wzór Hubera
Wzór środkowego przekroju, zwany również wzorem Hubera – wzór dendrometryczny służący do określania miąższości drewna leżącego w leśnictwie oraz inżynierii leśnej.

## Wzór
Do określenia miąższości wzorem Hubera niezbędna jest jedynie znajomość długości bryły dendrometrycznej i środkowej średnicy.

Wzór Hubera jest wyrażony jako:

{\displaystyle V={\frac {\pi d_{1/2}^{2}}{4}}\cdot l}
Gdzie:
- {\displaystyle V} – miąższość sortymentu [m³]
- {\displaystyle d_{1/2}}  – średnica środkowa sortymentu [m]
- {\displaystyle l} – długość sortymentu [m]

## Zastosowanie
Wzór Hubera jest powszechnie używany w leśnictwie do szybkiego oszacowania miąższości sortymentu drzewnego. Jest to szczególnie przydatne narzędzie podczas pomiarów inwentaryzacyjnych. Dzięki zastosowaniu tego wzoru można dokładnie określić ilość drewna w poszczególnych sortymentach.